# Frédéric Teschner
Pour les articles homonymes, voir Teschner.
Frédéric Teschner, né le 8 mai 1972 à Thiais, et mort le 7 août 2016 à Paris, est un graphiste français.

## Biographie
Diplômé de l’École nationale supérieure des arts décoratifs en 1997, Frédéric Teschner commence sa carrière de designer graphique indépendant en 2002 après avoir collaboré avec Pierre Bernard au sein de l’Atelier de création graphique.
Son travail se compose principalement de collaborations avec des acteurs du milieu artistique et culturel (artistes, institutions), autour de projets graphiques variés tels que des identités visuelles, des affiches et des livres (catalogue d’exposition et monographies notamment). La dimension plastique de son travail, qui questionne la matérialité et la valeur numérique des images, l’entraîne à développer des projets expérimentaux faisant l’objet de plusieurs expositions dans des festivals ou des centres d’art.
Frédéric Teschner était membre de l’Alliance graphique internationale depuis 2010 et a remporté le premier prix du Festival international de l’affiche et du graphisme de Chaumont en 2012 pour sa série d'affiches H A V R E.

### Enseignement
Frédéric Teschner a également enseigné le design graphique dans plusieurs écoles d'art : l'ESAD (Amiens, 2006‑2009), la HEAD à Genève (Master espace & communication, 2010‑2014), l'ENSCI‑Les Ateliers (Paris, 2011-2014), l'EESAB-Rennes (2014-2015).

## Expositions (personnelles)
- Paris distrait tant...[8], Festival international de l’affiche et du graphisme de Chaumont, 2010
- Le Rien mais comme splendeur, ESAD, 2010
- H A V R E[9], Une Saison graphique, Le Havre, 2011
- Le Secret des anneaux de Saturne[10], MABA, Nogent-sur-Marne, 2011
- Is graphic design a critical tool?, Experimenta design, Redundancy: The Usefulness of Repetition, Lisbonne, 2011. Collaboration avec Pierre Jorge Gonzalez
- Frédéric Teschner, Passerelle – Centre d'art contemporain, Brest, 2018

## Expositions (collectives)
- Dans les profondeurs d'une forêt. De préférence auprès d'un torrent[11], Pavillon Blanc, Centre d'Art de Colomiers, 2012
- H A V R E[9], 25e Biennale International de Design Graphique, Brno (République tchèque), 2012
- Stage on paper II[12], Pékin (Chine), 2015
- Sur le motif[13], MABA, Nogent-sur-Marne, 2016
- Design graphique: acquisitions récentes, Musée des Arts Décoratifs, Paris, 2017
- Ce n'est pas la taille qui compte, MABA, Nogent-sur-Marne, 2018

## Prix
- Lauréat du plus beau livre français[14] pour Les Maîtres d'art et François Azambourg : 38 pièces, 2008 et 2009
- Premier prix du Club des directeurs artistiques pour le catalogue Never More[15] (MAC VAL), catégorie édition, 2010[16]
- Premier prix du Festival international de l’affiche et du graphisme de Chaumont pour la série d'affiches H A V R E, 2012[7]

## Publications
- Intramuros no 129, France, 2007
- Regular. Graphic design today, Gestalten, Allemagne, 2009
- Frédéric Teschner - Paris distrait tant…, France, Bernard Chauveau Édition, 2010, 104 p.  (ISBN 978-2-915837-64-3)
- Frédéric Teschner, Le secret des anneaux de Saturne, France, Éditions B42, 2011, 144 p.  (ISBN 978-2-917855-25-6)
- Revue de la BNF no 43, France, 2013
- Idea no 362[17], Japon, 2014
- Slanted no 25 Paris[18], Allemagne, 2015
- Neshan Magazine[19], Liban, 2015
- Alexandre Dimos, Christine Macel, David Dubois, Étienne Bernard, Fanette Mellier, Jean-Yves Grandidier, Kataline Patkaï, Lisa Sturacci, Marjolaine Lévy, Pierre di Sciullo, Pierre Jorge Gonzalez, Pierre-Yves Cachard, Vanina Pinter, Frédéric Teschner : Monographie, Brest/Passerelle Centre d'art contemporain/Paris, Éditions B42, 2019, 232 p. (ISBN 978-2-917855-99-7, lire en ligne)